# Stare i nowe
Stare i nowe (ros. Старое и новое, Staroje i nowoje, inny tytuł: Linia generalna, ros. Генеральная Линия, Gieneralnaja Linija) – niemy czarno-biały film radziecki z 1929 roku w reżyserii Siergieja Eisensteina. Film odzwierciedla porewolucyjne przekształcenia na wsi radzieckiej, wyróżnia rolę kolektywizacji i nawiązuje do proletkultowskiego kultu maszyny.

## Historia filmu
Czwarty pełnometrażowy film Eisensteina był odpowiedzią na odezwę podczas XIV zjazdu WKP(b) z 1928 roku, nawołującą chłopów do przyłączania się do kołchozów. Poprzedni film reżysera, Październik, był nazbyt eksperymentalny i działacze partii nie patrzyli na niego przychylnie. 
Konferencja partyjna w kwestii kinematografii w tym samym roku wystosowała ciążące w stronę socrealizmu zalecenie do filmowców: filmy powinny być czytelne dla milionów, a więc należało ograniczyć awangardowe eksperymenty. Eisenstein i Grigorij Aleksandrow ogłaszając rozpoczęcie prac nad nowym filmem w odpowiedzi oświadczyli: niech ten eksperyment, jakkolwiek sprzecznie to może brzmieć, będzie eksperymentem czytelnym dla milionów. Eisenstein stonował nieco eksperymentalny sposób realizacji Starego i nowego wprowadzając elementy satyry i groteski. Zmienia także podejście do postaci - w przeciwieństwie do poprzednich filmów, są obecni bohaterowie pierwszoplanowi. 
W listopadzie 1928 Eisenstein i Aleksandrow ukończyli pierwotną wersję filmu pod tytułem Linia generalna. Początkowo zatwierdzono go do dystrybucji, jednak zimą 1929 roku Stalin zażądał przemontowania i dodania materiału nakręconego w kołchozie pod Rostowem nad Donem. Zdjęcia dokończono latem, a tytuł zmieniono na Stare i nowe. Premiera filmu w październiku 1929 zbiegła się w czasie z brutalną przymusową kolektywizacją gospodarstw rolnych w ZSRR. 

## Fabuła
Film porusza temat kolektywizacji rolnictwa i dobrowolnego tworzenia kołchozów. Główną bohaterką jest chłopka Marfa, starająca się założyć spółdzielnię we wsi zdominowanej przez kułaków. Wieś przedstawiona jest jako zacofana i rozbita. Zamiarem Marfy jest pozyskanie dla rolników maszyn. Zakłada kołchoz i pozyskuje od państwa kredyt. Chłopi, zaskoczeni skutecznością działania nowego separatora śmietany, ochoczo przyłączają się do jej kolektywu. Marfa śni o wielkim i nowoczesnym gospodarstwie.
Gdy Marfa wyjeżdża do miasta zdobyć dla kołchozu traktor, kułacy postanawiają otruć krowę Fomkę stanowiącą źródło utrzymania kolektywu. Chłopka wraca z miasta przywożąc traktor, ale popada w rozpacz po śmierci krowy. Jednak potomstwo Fomki przetrwało, przez co "spółdzielnia bydła" może zaistnieć. 
Podczas dożynek traktor się psuje. Pochodzący z miasta kierowca nie jest w stanie go naprawić. Z pomocą przychodzi Marfa, oddzierając kawałki swojej spódnicy. Traktorzysta naprawia maszynę i rusza przed siebie, niszcząc resztki płotów należących do kułaków i ustanawiając ich ziemię kolektywną. Mnożą się traktory orzące pola. Powstają silosy.
Były traktorzysta jedzie furmanką z sianem. Niespodziewanie spotyka na swojej drodze traktor; zatrzymują się. Okazuje się, że kieruje nim Marfa. W ostatniej scenie traktorzysta i Marfa pobierają się. Plansza z napisem między scenami głosi: tak oto znikają granice między miastem a wsią.

## Obsada
- Marfa Lapkina – Marfa
- M. Iwanin – syn Marfy

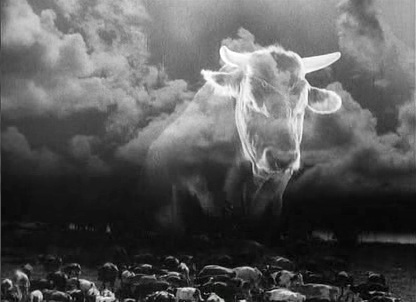
Kadr z filmu. Senna wizja Marfy przedstawiona za pomocą efektów specjalnych; w tym przypadku podwójnej ekspozycji.

- Konstantin Wasiliew – traktorzysta
- Wasili Buzienkow – sekretarz spółdzielni mleczarskiej
- Nieżnikow – Miroszkin
- Czuchamariew – rzeźnik
- Iwan Judin – komsomolec
- E. Suchariewa – wiedźma
- G. Matwiej – kapłan

## Twórcy filmu
- Siergiej Eisenstein – reżyser, scenarzysta
- Grigorij Aleksandrow – reżyser, scenarzysta
- Eduard Tisse – zdjęcia
- Władimir Nilsen – operator kamery
- Władimir Popow – operator kamery
- Wasilij Rachals – scenografia